# Euphyia strenuaria
Euphyia strenuaria är en fjärilsart som beskrevs av Walker 1860. Euphyia strenuaria ingår i släktet Euphyia och familjen mätare. Inga underarter finns listade i Catalogue of Life.